# Hey There! Look Out!
Hey There! Look Out! è un cortometraggio muto del 1907 diretto da Gilbert M. 'Broncho Billy' Anderson.

## Produzione
Il film fu prodotto dalla Essanay Film Manufacturing Company.

## Distribuzione
Il cortometraggio uscì nelle sale cinematografiche USA il 19 ottobre 1907.